# Cassipourea flanaganii
Cassipourea flanaganii es una especie de árbol en la familia Rhizophoraceae que es originaria de Sudáfrica.

## Descripción
Es un arbusto o árbol  pequeño, glabros los tallos jóvenes, glabrescentes; el primer año del tallo glabros o pubescentes en breve. Las hojas pecioladas, pecíolo de 2-4 mm de largo, indumento como en el tallo; la hoja ± ovadas o rara vez obovada estrecha, de 2.5-4 × 1.5-3 cm, redondeadas con una base truncada o cuneada a continuación a una base aguda, redondeada o rara vez subacuminada en un ápice truncado, el margen  ± superficialmente aserrado, especialmente hacia el ápice o muy rara vez entero, glabras por encima, glabros o poco pubescentes  por debajo, glabrescentes. Flores 1 (-3) por inflorescencia, con pedicelos de hasta 3,5 mm de largo. El fruto es una cápsula  ovoide, de 3 mm de largo.

## Taxonomía
Cassipourea flanaganii fue descrita por (Schinz) Alston y publicado en Bull. Misc. Inform. Kew 1925: 246 (1925).
Sinonimia
- Weihea flanaganii Schinz[3]